# Пестроспинный волчок
Пестроспинный волчок (лат. Botaurus involucris) — вид птиц из семейства цаплевых.

## Распространение
Обитает в Южной Америке (на севере континента в ареал вида входят Колумбия, Венесуэла, Гайана, Суринам, Французская Гвиана, а на юге — Парагвай, Уругвай, Аргентина, Чили, Бразилия) и на Тринидаде.

## Описание
Очень маленькая цапля, средняя длина тела которой лишь 30 см. Окрас тёмно-коричневый с белыми и коричневыми полосками.

## Биология
Летают с трудом и недалеко. Кормятся по ночам, ловя рыбу, ракообразных и насекомых, таких, как стрекозы и водяные жуки. Строят небольшое гнездо, в кладке три яйца.
МСОП присвоил виду охранный статус LC.